# هجر هذلان (روستا)
 هجر هذلان  به عربی ( الهجر هذلان  ) روستایی است در ناحیهٔ (القبیطة) وأعمال الحجر، از توابع استان حَجّه در کشور یمن در شبه جزیره عربستان است. 
جمعیت آن ۹۱۸ نفر (۱۷ خانوار) می‌باشد.